# Miary galicyjskie
Miary galicyjskie inaczej miary lwowskie – system miar wywodzący się od miar staropolskich, używany od 1787 we Lwowie i okolicach, w 1801 wprowadzony w całej Galicji. Stosowany w Krakowie, a później w Wolnym Mieście Krakowie, od 1802 do 1836, kiedy to zastąpiły go miary krakowskie.
Zastąpiony w 1857 miarami austriackimi, które zaczęły obowiązywać w całym zaborze austriackim.

## Podstawowe jednostki

### miary długości
- 1 stopa = 0,2977 m
- 1 łokieć galicyjski = 2 stopy = 0,5955 m

### miary objętości
- 1 garniec = 3,8437 l
- 1 korzec = 32 garnce = 123 l

### miary masy
- 1 funt = 0,405 kg
- 1 cetnar = 100 funtów = 40,55 kg